# العلاقات الإماراتية الكوبية
العلاقات الإماراتية الكوبية هي العلاقات الثنائية التي تجمع بين الإمارات العربية المتحدة وكوبا.

## مقارنة بين البلدين
هذه مقارنة عامة ومرجعية للدولتين:
| وجه المقارنة                                              | الإمارات العربية المتحدة | كوبا                              |
| --------------------------------------------------------- | ------------------------ | --------------------------------- |
| المساحة (كم2)                                             | 83.60 ألف                | 109.88 ألف                        |
| عدد السكان (نسمة)                                         | 9.40 مليون               | 11.48 مليون                       |
| الكثافة السكانية (ن./كم²)                                 | 112.44                   | 104.48                            |
| العاصمة                                                   | أبو ظبي                  | هافانا                            |
| اللغة الرسمية                                             | اللغة العربية            | اللغة الإسبانية                   |
| العملة                                                    | درهم إماراتي             | بيزو كوبي، بيزو كوبي قابل للتحويل |
| الناتج المحلي الإجمالي (بليون دولار)                      | 382.58 مليار             | 87.13 مليار                       |
| الناتج المحلي الإجمالي (تعادل القوة الشرائية) بليون دولار | 640.72 مليار             |                                   |
| الناتج المحلي الإجمالي الاسمي للفرد دولار أمريكي          | 40.44 ألف                |                                   |
| الناتج المحلي الإجمالي للفرد دولار أمريكي                 | 67.67 ألف                |                                   |
| مؤشر التنمية البشرية                                      | 0.835                    | 0.769                             |
| رمز المكالمات الدولي                                      | +971                     | +53                               |
| رمز الإنترنت                                              | .ae، .امارات             | .cu                               |
| المنطقة الزمنية                                           | ت ع م+04:00              | 00                                |

## منظمات دولية مشتركة
يشترك البلدان في عضوية مجموعة من المنظمات الدولية، منها:
| علم المنظمة | اسم المنظمة                   | تاريخ انضمام الإمارات العربية المتحدة | تاريخ انضمام كوبا |
| ----------- | ----------------------------- | ------------------------------------- | ----------------- |
|             | يونسكو                        | 20 أبريل 1972                         | 29 أغسطس 1947     |
|             | منظمة حظر الأسلحة الكيميائية  | ?                                     | ?                 |
|             | منظمة التجارة العالمية        | ?                                     | ?                 |
|             | الاتحاد البريدي العالمي       | ?                                     | ?                 |
|             | منظمة الشرطة الجنائية الدولية | ?                                     | ?                 |
|             | الأمم المتحدة                 | 9 ديسمبر 1971                         | 24 أكتوبر 1945    |
|             | الاتحاد الدولي للاتصالات      | 27 يونيو 1972                         | 16 يناير 1918     |
|             | المنظمة الهيدروغرافية الدولية | ?                                     | ?                 |

## وصلات خارجية
- موقع وزارة الخارجية الإماراتية
- موقع وزارة الخارجية الكوبية